# Инам (мечеть)
Ина́м (с азерб. — «Вера») — шиитская мечеть в Москве открытая в 1999 году. Входит в состав Духовно-просветительского комплекса Москвы (район Отрадное). Расположена на улице Хачатуряна.
Инициаторами строительства мечети были первый президент Азербайджана — Аяз Ниязи оглы Муталибов и экс-прокурор Баку Мамед Гулиев.
Составил проект мечети и руководил строительством президент благотворительного фонда развития татарского духовного наследия «Хиляль», Р. Ж. Баязитов.
Инициатива постройки была связана с интересами азербайджанской общины в Москве: она нуждалась в мечети, где ее представители могли бы молиться и совершать обряды в соответствии с шиитскими особенностями культа. Построенная мечеть получила название «Инам», что в переводе с азербайджанского означает «доверие», «вера». После открытия мечеть «Инам» стала самой посещаемой среди столичных азербайджанцев (наиболее массовых последователей шиизма в Москве), поскольку здесь ничто не препятствовало отправлению культа в соответствии с шиитскими обычаями.
Общая вместимость мечети составляет около 1500 человек. В мечети проводятся ежедневные молитвы и пятничные джума-намазы, обряды покаяния. При мечети также располагается и действует религиозная община «Инам». Ахунд мечети и председатель религиозной общины «Инам» — Балоглан Ашрафоглы Салманлы (Салманов).